# Kniv

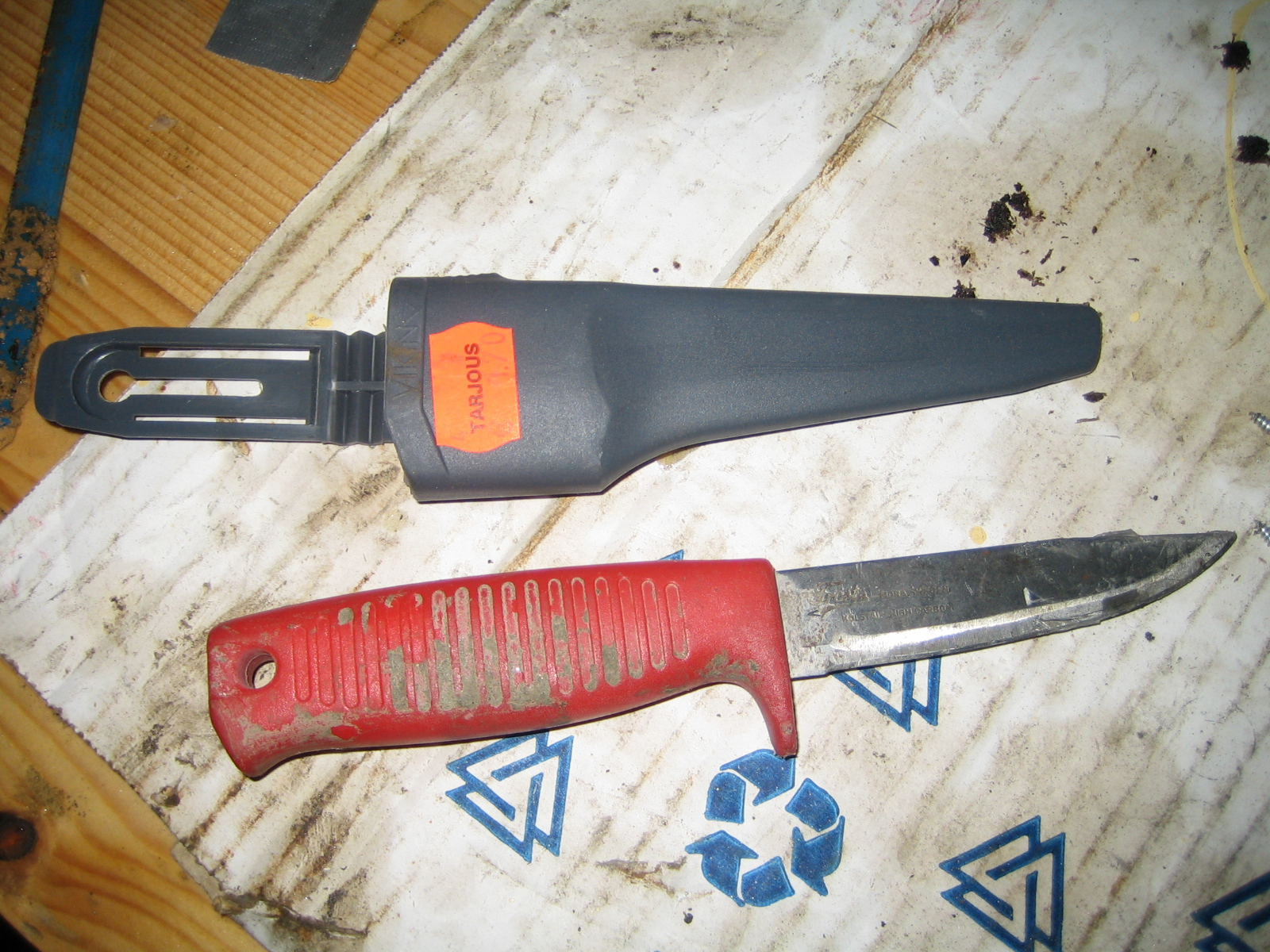
En slida (över) och en Morakniv (under)

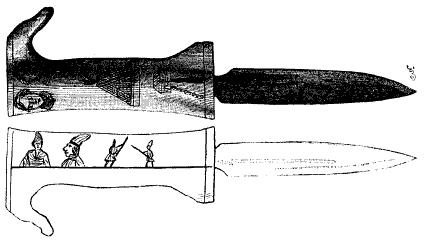
Samisk kniv (ur Svenska Familj-Journalen).

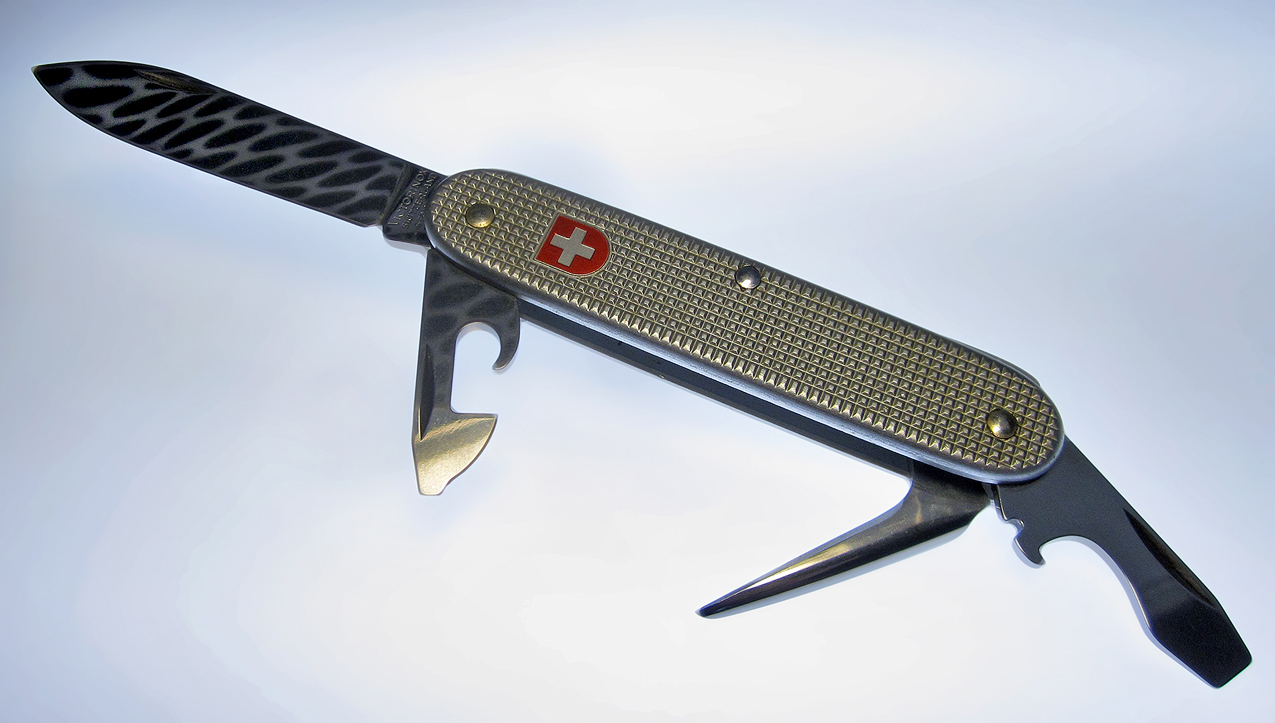
Klassisk "pennkniv" Schweiziska Victorinox med 4 blad.

En kniv består av ett blad med en vass egg (knivsegg) och ett skaft att hålla i. Vanligen är bladet tillverkat av stål och har en platt stång, som kallas tånge, instucken i skaftet.
När kniven ingår i ett bordsbestick kallas den bordskniv. Ofta är bladet då inte särskilt vasst om det inte är tandat. Det är vanligt att använda bordsbestick, alltså kniv, gaffel och sked, med samma dekor.
Om handen glider från handtaget ner till knivbladet finns risk för skärskador. Vissa knivar har därför ibland någon form av skydd som hindrar handen från att glida ner till knivbladet, en så kallad parerstång eller någon annan form av greppfunktion.
För att hålla en kniv vass under en längre period bör den slipas och brynas regelbundet.
Vissa knivar har knivbladet laserhärdat. Sådana knivblad har fått ett hårt ytskikt på knivbladets ena sida och sägs vara självslipande. Eftersom knivbladets ena sida är hårt så nöts det ohärdade materialet bort i första hand. Kvar blir det hårda ytskiktet som friläggs efterhand som kniven slits. En sådan kniv kan därför hålla skärpan även utan slipning och bryning.[källa behövs]

## Knivblad
Det finns flera typer av knivblad eller klingor som är ett mer ålderdomligt namn för ett knivblad.
Knivblad tillverkade av helstål är förmodligen den vanligaste typen. Finns i två varianter, rostfritt och kolstål. Dessutom finns det laminerade blad, damaskerade blad och mosaik damaskblad. Keramiska knivblad har på senare tid blivit populära på bland annat köksknivar av olika slag.
Olika typer av knivblad, som trapetsblad, brytblad, krokblad, halvmåneblad, tandade knivblad och andra, används för knivar med utbytbart blad som främst används inom bygg- och hantverksindustrin.

## Kniven som vapen
Knivar används ofta som vapen, vilket ofta nämns då gatuvåld debatteras. Att bära kniv på allmän plats är i Sverige olagligt enligt knivlagen, som infördes 1988. Undantag görs för de personer som i sitt yrke har behov av eller regelbundet använder kniv. Kniven i det militärhistoriska perspektivet är ett gatustridsvapen, men är först och främst sedan människans första historia ett livsnödvändigt verktyg. Den första kniven var tillverkad av flintasten eller en vässad benbit.

## Typer av knivar
- Bajonett
- Balisong (butterfly-kniv)
- Bandkniv
- Bordskniv
- Dolk
- Dykarkniv
- Fickkniv
- Fällkniv
- Halvhornskniv
- Helhornskniv
- Jaktkniv
- Kastkniv
- Kockkniv
- Konstkniv
- Kris
- Kukri
- Kökskniv
- Morakniv
- Machete
- Mattkniv
- Närstridskniv
- Rakkniv
- Säkerhetskniv
- Schweizisk armékniv
- Skalpell
- Skedkniv
- Smyckekniv
- Smörkniv
- Späntkniv
- Stilett
- Stridskniv
- Traditionell brukskniv
- Utvecklad brukskniv
- Överlevnadskniv

## Arkeologi
Under såväl senare delen av den äldre som under den yngre stenåldern användes i stor utsträckning knivar, bildade av flint- eller obsidianspån. De anträffas i mängd på stenåldersboplatser, till exempel i Belgien, Bosnien, Sverige, men även i gravar. De längsta spånorna har en längd av 20–30 cm. I Norden förekommer även knivar av skiffer.
Knivar av koppar känner man från övergångstiden mellan sten- och bronsåldern på Cypern. Under bronsåldern användes i stor utsträckning knivar av olika former. De förekommer talrikt i Schweiz och andra länders pålbyggnader liksom i gravar överallt i Europa. Man finner dels vanliga knivar för arbete, dels rakknivar, ofta av halvrund form eller dubbeleggade.
En mångfald olika typer föreligger, varibland stora matknivar med skaft av brons och svängt blad. De gamla knivformerna fortlever under Hallstatt-tiden, möjligen smyckade med djur- eller människobilder. Under fortsättningen av järnåldern bibehåller kniven sin popularitet – den anträffas i en ofantlig massa gravar.
Bland laténe-tidens knivar förekommer en typ, "krumkniven", som fortlever in i följande period och väl har sitt ursprung i bronsålderns och den äldsta järnålderns halvmånformiga knivar. Den tycks ha använts till läderarbete. Under den senare järnåldern råder en större likformighet bland knivtyperna.

### Webbkällor
1. ↑  Svenska akademiens ordlista Arkiverad 24 augusti 2012 hämtat från the Wayback Machine.
2. 1 2 3 4  Kniv i Nordisk familjebok (andra upplagan, 1911)